# Ceratina nativitatis
Ceratina nativitatis är en biart som beskrevs av Cockerell 1937. Ceratina nativitatis ingår i släktet märgbin, och familjen långtungebin. Inga underarter finns listade i Catalogue of Life.